# Anita Blond
Anita Blond (ur. 27 maja 1976 w Budapeszcie) – węgierska fotomodelka i aktorka filmów pornograficznych lat 90. XX wieku.

## Kariera w branży porno
Urodziła się i dorastała w Budapeszcie. Swoją karierę rozpoczęła jako fotomodelka czasopisma erotycznego dla mężczyzn „Penthouse”, a także w sesjach zdjęciowych dla magazynów takich jak „Hustler”, „Leg Passion”, „Cheri” i „Perfect 10”.
3 czerwca 1994 w Budapeszcie wzięła udział w serii Casting X Pierre’a Woodmana. W wieku osiemnastu lat pod pseudonimem Anita Kelly trafiła po raz pierwszy przed kamery w niemieckich produkcjach Videorama GmbH kręconych w Essen w reżyserii Harry’ego S. Morgana: Teeny Exzesse 31 - Verfickt und zugenäht! (1994), Teeny Exzesse 32 - Junge Körper... Zarte Kitzler hart gefickt (1994) i Extrem pervers (Maximum perversum - Extrem pervers, 1994), a także Mario Salieri Entertainment Group - Cronaca Nera 3: La Clinica della Vergogna (1994). Mając dziewiętnaście lat zagrała w produkcji Private Media Group Triple X 1 (1995) z udziałem Davida Perry’ego i Vidéo Marc Dorcel (VMD) Offertes à Tout 6 (1995). 
Christophe Clark zaangażował ją do filmów Marc Dorcel Video: Obsesja Laury (L'Obsession de Laure, 1996), Miłość Laury (L'Amour de Laure, 1996), Hongroises offertes à tout (Offertes à tout 6, 1996), Offertes à tout 7: Fantasmes à l'Est (1997), Zaskakujący spadek (L'Héritage de Laure, 1999) i Anita Blond & Anita Dark Infinity: Best Of (2005). Wystąpiła też w parodiach porno In-X-Cess International Eros Productions Inc. (SCT) w reżyserii Joe D'Amato: 120 dni Sodomy (120 Giornate di sodoma/120 Days of Anal, 1995), Pasja w Wenecji (Passioni a Venezia/Passion in Venice, 1995), Orient Express (1996) jako agentka, Analny pałac (Anal Palace, 1996), Korsarze (I Predatori della verginità perduta/La Virginité Perdue, 1998), Dama w żelaznej masce (Anita e la maschera di ferro/Lady in the Iron Mask, 1998), Wenecjanka (La Venexiana, 1998) i Demony pożądliwości (Demons of Lust, 1999).
Brała potem udział w produkcjach Elegant Angel, Odyssey, Wicked Pictures i Heatwave. Jej ekranowymi partnerami byli m.in.: Anita Dark, Laure Sainclair, Brian Surewood, Christoph Clark, David Perry, Francesco Malcom, Frank Gun, Mark Davis, Peter North czy Rocco Siffredi. Porzuciła branżę porno w roku 2001, mając za sobą udział w ponad stu filmach.

## Obecność w kulturze masowej
Zagrała także we francuskim filmie niezależnym Philippe’a Garrela Powiew nocy (Le Vent de la Nuit, 1999) jako prostytutka z Catherine Deneuve, Xavierem Beauvoisem i Danielem Duvalem, komediodramacie Jana Kounena 99 franków (99 francs, 2007) jako aktorka porno u boku Jeana Dujardina, Patricka Mille i Jocelyna Quivrina, dramacie The Errand of Angels (2008) jako przyjaciółka Eriki oraz włoskiej komedii telewizyjnej Vita da paparazzo (2008) z Lorenzo Crespi i Lucą Lionello jako Karin. 

## Życie prywatne
W 1995 poślubiła węgierskiego aktora porno Franka Guna.